# Mai 1855

## Événements
- En France : loi sur la propriété industrielle favorisant les créations collectives.
- Fin mai, Guerre de Crimée : expédition de Kertch: une escadre franco-britannique pénètre en mer d'Azov avec des troupes pour y bloquer le ravitaillement par ce chemin de la Crimée.

- 5 mai, Afrique : début du règne de Théodoros II, premier négus moderne d'Éthiopie (fin en 1868).

- 7 mai, France : Napoléon III renvoie son ministre des Affaires étrangères, Édouard Drouyn de Lhuys, partisan d'un bastion conservateur en tournée en Europe. Le comte Walewski (fils naturel de Napoléon Ier) devient ministre des Affaires étrangères. Il était auparavant ambassadeur à Londres.

- 15 mai :
  - Les Portugais s’emparent du port d’Ambriz.
  - France : ouverture de l'Exposition universelle de Paris (jusqu'au 15 novembre).

- 16 mai, Guerre de Crimée : critiqué à Paris et en désaccord avec le général britannique Lord Raglan, le général Canrobert remet le commandement en chef de l'armée française d'Orient au général Pélissier.

- 27 mai, France : ouverture de la section Pessac (Bordeaux-Ségur) - Bordeaux de la ligne de Bordeaux à Irun par la Compagnie des chemins de fer du Midi.

- 30 mai : début du règne de Mohammed Bey, bey de Tunis (fin en 1859). Il continue la politique de réforme entreprise sous Ahmed Ier Bey, s’inspirant des politiques menées à Constantinople et au Caire. Une partie de ses troupes combat aux côtés des Ottomans dans la guerre de Crimée. Il continue de gaspiller le trésor public en dépenses somptuaires.

- 31 mai, France : ouverture de la section Bordeaux - Langon de la ligne de Bordeaux à Sète par la Compagnie des chemins de fer du Midi.

## Naissances
- 16 mai : Jean-Victor Augagneur, homme politique français.
- 21 mai : Émile Verhaeren, poète belge de langue française.
- 26 mai : Vittoria Aganoor, poétesse italienne († 9 avril 1910).

## Décès
- 11 mai : Louis-Henri Bréton (né en 1776), homme politique français
- 26 mai : Jean Isidore Harispe (87 ans), maréchal de France et comte d'Empire, à Lacarre.
- 28 mai : Jean Podolecki (55 ans), poète polonais